# Acquario dell'Elba
L'Acquario dell'Elba è stato un acquario privato aperto al pubblico. Dedicato quasi totalmente alla fauna acquatica mediterranea, era considerato fra i più completi esistenti nel settore.
L'attività ha chiuso definitivamente a ottobre 2024.

## La struttura
L'Acquario si sviluppava nei locali di una discoteca dismessa di circa 1000 m2 con 85 vasche per un totale di 250.000 litri d'acqua. 

Oltre 150 le specie marine mediterranee ospitate, alcune non facili da osservare anche per i subacquei più esperti.
Ogni vasca era corredata da schede esplicative rigorosamente scientifiche ma di agevole lettura, con informazioni biologiche e numerose curiosità.
A integrazione della visita, la vasca degli Squali e quelle dei Piranha, nonché il Museo Faunistico (chiuso dal 2021)
Dal 2022 parte della struttura ospita una mostra dedicata al mondo delle costruzioni LEGO®.
Inoltre, da giugno 2025 la mostra verrà ampliata e riaperta al pubblico.